# Бетлегем
Бетлегем (англ. Bethlehem) — місто (англ. city) на північному сході США, в округах Лігай і Нортгемптон штату Пенсільванія. Населення — 75 781 особа (2020). Засноване напередодні Різдва 1741 року лідерами Чеських братів Девідом Нічманом (англ. David Nitschmann) та графом Ніколасом Цінцендорфським (англ. Count Nicolaus von Zinzendorf) і назване на честь Вифлеєма у Юдеї. Місто збудовано на вигині річки Делавер, на берегах струмка Монокасі та річки Лігай. Один з центрів чорної металургії США. У місті виник і розвинувся крицевий трест «Бетлегем стіл корпорейшн» (англ. Bethlehem Steel F.C.).
У червні 2006, часопис «Money» додав місто до списку «100 найкращих місць для життя» (англ. Top 100 Best Places to Live) під номером 88.

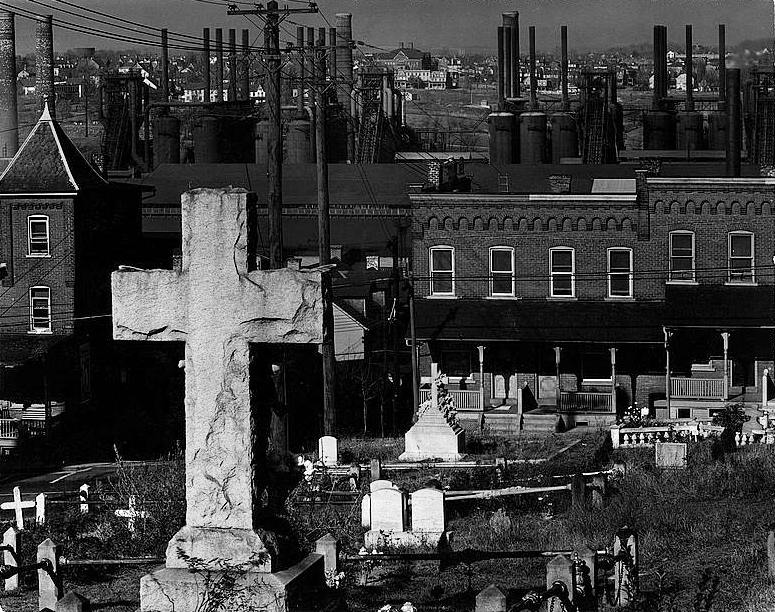
Одна з найвідоміших світлин Бетлегема. Волкер Еванс, 1935

## Географія
Бетлегем розташований за координатами 40°37′35″ пн. ш. 75°22′4″ зх. д. / 40.62639° пн. ш. 75.36778° зх. д. (40.626424, -75.367898). За даними Бюро перепису населення США в 2010 році місто мало площу 50,38 км², з яких 49,47 км² — суходіл та 0,91 км² — водойми.

### Клімат
| Клімат : Бетлегем            | Клімат : Бетлегем | Клімат : Бетлегем | Клімат : Бетлегем | Клімат : Бетлегем | Клімат : Бетлегем | Клімат : Бетлегем | Клімат : Бетлегем | Клімат : Бетлегем | Клімат : Бетлегем | Клімат : Бетлегем | Клімат : Бетлегем | Клімат : Бетлегем | Клімат : Бетлегем |
| Показник                     | Січ.              | Лют.              | Бер.              | Квіт.             | Трав.             | Черв.             | Лип.              | Серп.             | Вер.              | Жовт.             | Лист.             | Груд.             | Рік               |
| Абсолютний максимум, °C      | 22,2              | 24,4              | 30,6              | 34,4              | 36,1              | 37,8              | 40,6              | 40,6              | 37,2              | 33,9              | 27,2              | 22,2              | 40,6              |
| Середній максимум, °C        | 2,2               | 4,4               | 9,4               | 16,1              | 22,2              | 26,7              | 28,9              | 27,8              | 23,9              | 17,8              | 11,7              | 5,0               | 16,4              |
| Середній мінімум, °C         | −7,2              | −5,6              | −1,7              | 3,9               | 8,9               | 14,4              | 17,2              | 16,1              | 11,7              | 5,0               | 0,6               | −4,4              | 5,0               |
| Абсолютний мінімум, °C       | −26,7             | −24,4             | −20,6             | −11,1             | −1,7              | 3,9               | 3,3               | 5,0               | −0,6              | −7,2              | −16,1             | −22,8             | −26,7             |
| Норма опадів, мм             | 77                | 71                | 86                | 90                | 105               | 109               | 126               | 94                | 117               | 99                | 89                | 91                | 1154              |
| ---------------------------- | ----------------- | ----------------- | ----------------- | ----------------- | ----------------- | ----------------- | ----------------- | ----------------- | ----------------- | ----------------- | ----------------- | ----------------- | ----------------- |
| Джерело: The Weather Channel |                   |                   |                   |                   |                   |                   |                   |                   |                   |                   |                   |                   |                   |

## Демографія

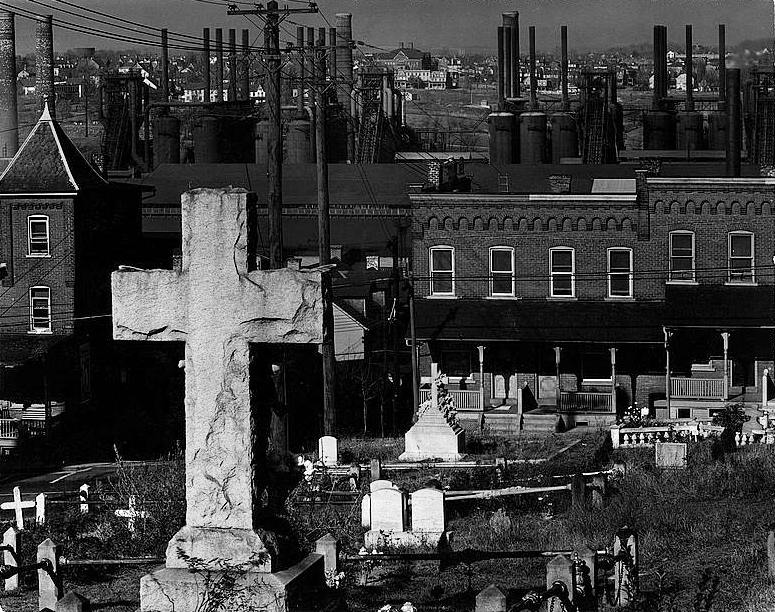
Мабуть найвідоміша світлина Бетлегема. Волкер Еванс, 1935

Згідно з переписом 2010 року, у місті мешкали 74 982 особи в 29 365 домогосподарствах у складі 17 102 родин. Густота населення становила 1488 осіб/км². Було 31221 помешкання (620/км²).
Расовий склад населення:
| - 76,4 % — білих - 6,9 % — чорних або афроамериканців - 2,9 % — азіатів - 0,3 % — корінних американців - 10,0 % — осіб інших рас |

До двох чи більше рас належало 3,4 %. Частка іспаномовних становила 24,4 % від усіх жителів.
За віковим діапазоном населення розподілялося таким чином: 19,9 % — особи молодші 18 років, 63,9 % — особи у віці 18—64 років, 16,2 % — особи у віці 65 років та старші. Медіана віку мешканця становила 35,7 року. На 100 осіб жіночої статі у місті припадало 92,5 чоловіків; на 100 жінок у віці від 18 років та старших — 89,5 чоловіків також старших 18 років.
Середній дохід на одне домашнє господарство становив 60 901 долар США (медіана — 47 291), а середній дохід на одну сім'ю — 70 765 доларів (медіана — 58 133). Медіана доходів становила 43 413 долари для чоловіків та 36 632 долари для жінок. За межею бідності перебувало 17,5 % осіб, у тому числі 25,7 % дітей у віці до 18 років та 8,4 % осіб у віці 65 років та старших.
Цивільне працевлаштоване населення становило 34 387 осіб. Основні галузі зайнятості: освіта, охорона здоров'я та соціальна допомога — 28,9 %, виробництво — 12,5 %, роздрібна торгівля — 11,5 %, мистецтво, розваги та відпочинок — 10,7 %.

## Персоналії
- Стівен Вінсент Бене (1898—1943) — американський письменник-фантаст, поет.